# Cavernocypris
Cavernocypris is een geslacht van kreeftachtigen uit de klasse van de Ostracoda (mosselkreeftjes).

## Soort volgens <ITIS>
- Cavernocypris wardi Marmonier, Meisch and Danielopol, 1989